# Джош Демел
Джошуа Девід Дюамель (англ. Joshua David "Josh" Duhamel, відомий як Джош Дюамель, нар. 14 листопада 1972) — американський актор та колишня модель. Відомий насамперед за роль Вільяма Ленокса у фантастичному бойовику «Трансформери» та його продовженнях.
Першою успішною роллю була роль Лео дю Пре у мильній опері 1999 року «All My Children». За неї 2002 року отримав Daytime Emmy Award у категорії Outstanding Supporting Actor in a Drama Series.

## Особисте життя
2009 року одружився зі співачкою Ферджі. 29 серпня 2013 року у них народився син, якого назвали Axl Jack Duhamel.

## Фільмографія
| Рік       |    | Українська назва                       | Оригінальна назва                         | Роль                    |
| --------- | -- | -------------------------------------- | ----------------------------------------- | ----------------------- |
| 2002      | с  | Ед                                     | Ed                                        | Річард Рід              |
| 1999—2002 | с  | Усі мої діти                           | All My Children                           | Лео дю Пре              |
| 2004      | ф  | Портрет Доріана Грея                   | The Picture of Dorian Gray                | Доріан Грей             |
| 2004      | ф  | Побачення з зіркою                     | Win a Date with Tad Hamilton!             | Тед Гемільтон           |
| 2006      | ф  | Турістас                               | Turistas                                  | Алекс                   |
| 2004—2007 | с  | Розслідування Джордан                  | Crossing Jordan                           | Дені Маккой             |
| 2007      | ф  | Трансформери                           | Transformers                              | капітан Вільям Ленокс   |
| 2003—2008 | с  | Лас-Вегас                              | Las Vegas                                 | Дені Маккой             |
| 2009      | ф  | Трансформери: Помста полеглих          | Transformers: Revenge of the Fallen       | майор Вільям Ленокс     |
| 2010      | ф  | The Romantics                          | The Romantics                             | Том                     |
| 2010      | ф  | Одного разу в Римі                     | When in Rome                              | Нік Бімон               |
| 2010      | ф  | Рамона та Бізус                        | Ramona and Beezus                         | Хобарт                  |
| 2010      | ф  | Життя як воно є                        | Life as We Know It                        | Ерик Мессер             |
| 2010—2011 | с  | Фенбой і Чам Чам                       | Fanboy and Chum Chum                      | Оз                      |
| 2011      | ф  | Трансформери: Темний бік Місяця        | Transformers: Dark of the Moon            | полковник Вільям Ленокс |
| 2011      | ф  | Старий Новий рік                       | New Year's Eve                            | Сім                     |
| 2012      | ф  | Клин клином                            | Fire with Fire                            | Джеремі Коулмен         |
| 2012—2014 | мс | Джейк і пірати з Небувалії             | Jake and the Never Land Pirates           | Капітан Флін            |
| 2013      | ф  | Фільм 43                               | Movie 43                                  | Енсон                   |
| 2013      | ф  | Тиха гавань                            | Safe Haven                                | Алекс Вітлі             |
| 2013      | ф  | Живописний маршрут                     | Scenic Route (film)                       | Мітчелл                 |
| 2013      | ф  | «Від гвинта!»                          | От винта 3D                               | Ейс                     |
| 2014      | ф  | Ти не ти                               | You're Not You                            | Еван                    |
| 2014      | ф  | Загублений на Сонці                    | Lost in the Sun                           | Джон                    |
| 2014      | ф  | Дон Пейот                              | Don Peyote                                | камео                   |
| 2015      | ф  | Хоробре місто                          | Bravetown                                 | Александр Веллер        |
| 2015      | ф  | Батл Крік                              | Battle Creek                              | Мілтон Чемберлен        |
| 2016      | ф  | 11.22.63                               | 11.22.63                                  | Френк Даннінг           |
| 2017      | ф  | Трансформери: Останній лицар           | Transformers:The Last KnightВільям Ленокс |                         |
| 2018      | ф  | З любов'ю, Саймон                      | Love, Simon                               | Джек Спір               |
| 2020      | ф  | Думай як пес                           | Think Like a Dog                          | Лукас                   |
| 2021—-    | с  | Спадщина Юпітера                       | Jupiter's Legacy                          | Шелдон Семпсон (Утопія) |
| 2021      | мф | Бетмен: Довгий Гелловін, Частина Перша | Batman: The Long Halloween, Part One      | Харві Дент (голос)      |
| 2022      | ф  | Нестримне весілля                      | Shotgun Wedding                           | Том                     |